# سارانسك

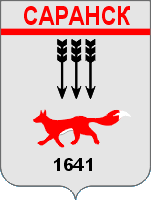

سارانسك (بالروسية: Саранск) هي إحدى مدن روسيا وعاصمة جمهورية موردوفيا. تقع مدينة سارانسك على الضفة اليسرى لنهر أنسار. وتبعد عن العاصمة موسكو 642 كم. ومساحتها حوالي 383 كيلومترا مربعا.

## نبذة عن تاريخ المدينة
تأسست المدينة عام 1641 كقلعة عسكرية لحماية الحدود الجنوبية الشرقية للدولة الروسية على الضفة العليا لنهر أنسار، وأول من سكنها هم الجنود بمختلف اصنافهم اما حولها فبنيت قرى كان يسكنها الروس والموردوف والتتار.
في عام 1651 أصبحت مركزا لقضاء بنفس الاسم وازداد عدد نفوسها حيث بلغ بنهاية القرن الـ 17 أكثر من 4 الآف نسمة، وظهرت فيها الشوارع وقسمت إلى احياء سكنية. مع بداية القرن الـ 18 فقدت سرانسك اهميتها العسكرية وتحولت تدريجيا إلى مدينة للحرف والصناعات والتجارة. حيث ساعد موقعها الجغرافي على الإسراع بهذا التحول لكونها واقعة على الطريق الواصل بين موسكو وأستراخان والقرم وقازان. اقرت الإمبراطورة كاترينا الثانية المخطط الجديد للمدينة عام 1785 . استمرت المدينة بالتوسع اثر ذلك وازداد عدد نفوسها ليصل في نهاية القرن الـ 18 إلى حوالي 8 الآف نسمة.
ظهرت في سارانسك بالقرن الـ 19 مدرسة للرسم ومصرف ومحطة كهرباء صغيرة ومكتبات عامة وافتتحت فيها المدارس وبلغ تعداد نفوسها أكثر من 14 الف نسمة. كما ربطت المدينة في نهاية القرن الـ 19 بخط سكك الحديد الذي يربط موسكو وقازان، ما ادى إلى انتعاش واضح في الحياة الاقتصادية والسياسية للمدينة.
بعد قيام ثورة أكتوبر عام 1917 وإقامة السلطة السوفيتية أصبحت المدينة أحد المراكز الأساسية لتشكيلات الجيش الأحمر خلال الحرب الأهلية. في عام 1927 انجزت الأعمال اللازمة لصيانة وترميم المؤسسات والورشات الصناعية القديمة التي كانت موجودة إضافة إلى تأسيس مؤسسات جديدة. في عام 1930 بدأت عمليات إعادة بناء المدينة وتم انارة أكثر شوارعها بمصابيح كهربائية وازداد إنتاج مؤسساتها بحوالي 50 مرة كما افتتحت مؤسسات صحية وتعليمية وثقافية مختلفة، وفي عام 1930 بدأت إذاعة المدينة ببث برامجها باللغتين الروسية والموردوفية. وفي عام 1934 أصبحت عاصمة لجمهورية موردوفيا السوفيتية ذات الحكم الذاتي.
خلال سنوات الحرب الوطنية العظمى (1941 – 1945) تحولت المؤسسات الصناعية في المدينة إلى إنتاج متطلبات القوات المسلحة، اما مؤسساتها الصحية فكانت تستقبل الجرحى من مختلف جبهات القتال.
بعد نهاية الحرب نفذت مشاريع صناعية جديدة في المدينة بقطاعات صناعة المعدات الكهربائية وبناء الماكينات والصناعات الغذائية ومواد البناء وغيرها. ومع بداية ستينات القرن الماضي بوشر ببناء احياء سكنية جديدة وربطت المدينة بانبوب الغاز. واستمر توسع المدينة وازدهارها حتى صارت مركزا صناعيا وثقافيا مزدهرا.
ان مدينة سارانسك اليوم من المدن المعروفة ليس فقط في روسيا الاتحادية، بل وفي خارجها أيضا. حيث تستقبل المدينة ممثلي مختلف الشركات ورجال الأعمال من مختلف البلدان.

## من المعالم الاثرية والمعمارية في المدينة
ومن المعالم الاثرية والمعمارية في المدينة كنيسة القديس يوحنا (1693) وكنيسة القديسين الثلاثة (القرن 18) وخيمة بوغاتشوف (دار من القرن 17). كما اقيم في مركز المدينة مجمع تذكاري ونصب لشهداء

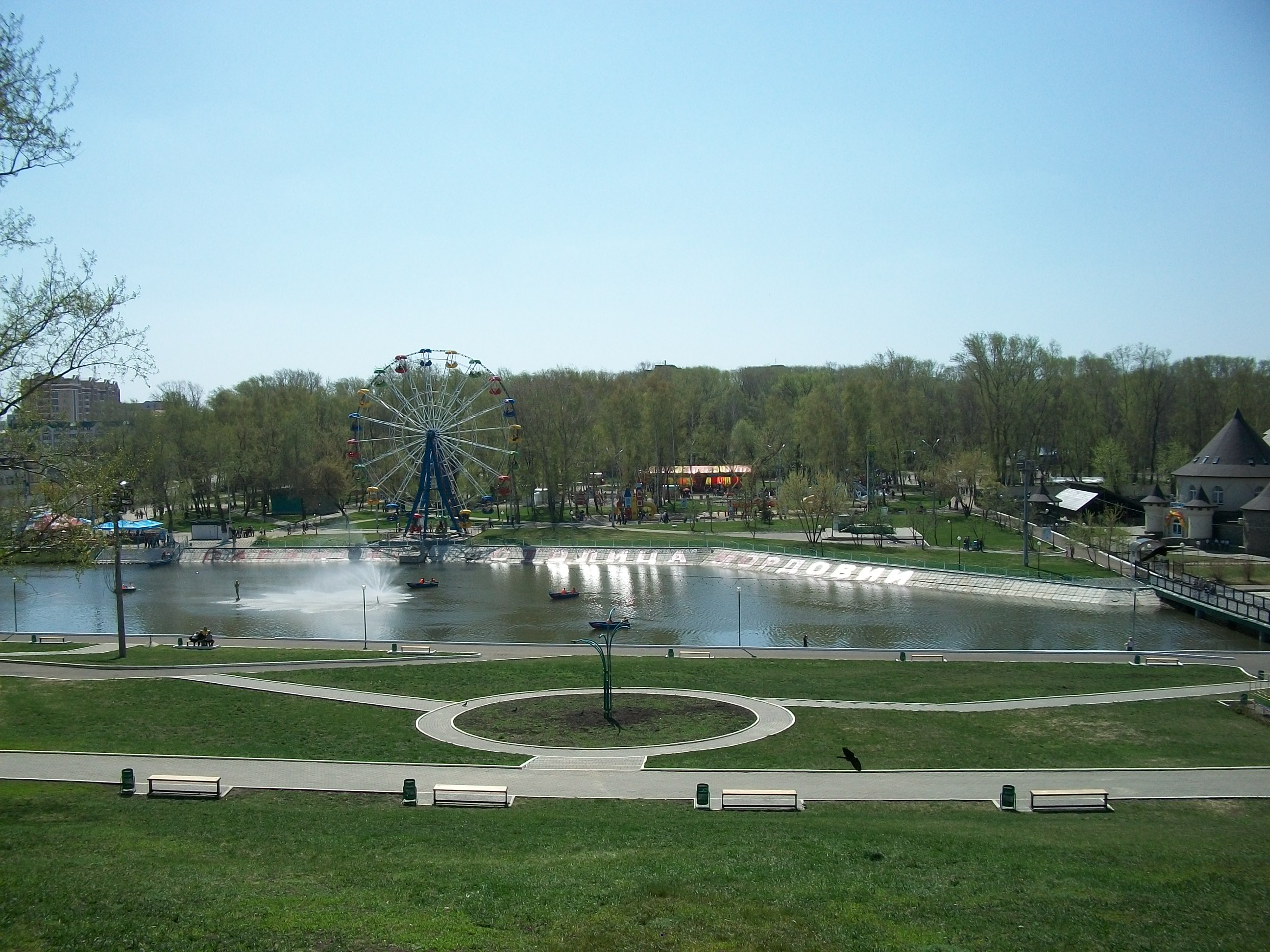
أحد متنزهات المدينة

 مردوفيا الذين سقطوا خلال سنوات الحرب الوطنية العظمى. وهناك العديد من التماثيل والنصب التذكارية الأخرى منتشرة في ساحات وشوارع ومتنزهات المدينة، إضافة إلى المباني القديمة التي تعكس الفن المعماري التاريخي للمدينة.